# Hydrelia chionata
Hydrelia chionata är en fjärilsart som beskrevs av Lederer 1870. Hydrelia chionata ingår i släktet Hydrelia och familjen mätare. Inga underarter finns listade i Catalogue of Life.